# Aeroportul Cooch Behar
Aeroportul Cooch Behar (IATA: COH, ICAO: VECO) este un aeroport din Cooch Behar⁠(d), Cooch Behar Sadar subdivision⁠(d), Cooch Behar district⁠(d), Jalpaiguri division⁠(d), Bengalul de Vest, India. Aeroportul a fost tranzitat în iulie 2022 de 3 pasageri.
Situat la o altitudine de 42 m, aeroportul dispune de o singură pistă. Este operat de Airports Authority of India⁠(d).